# Nicodemo della Scala

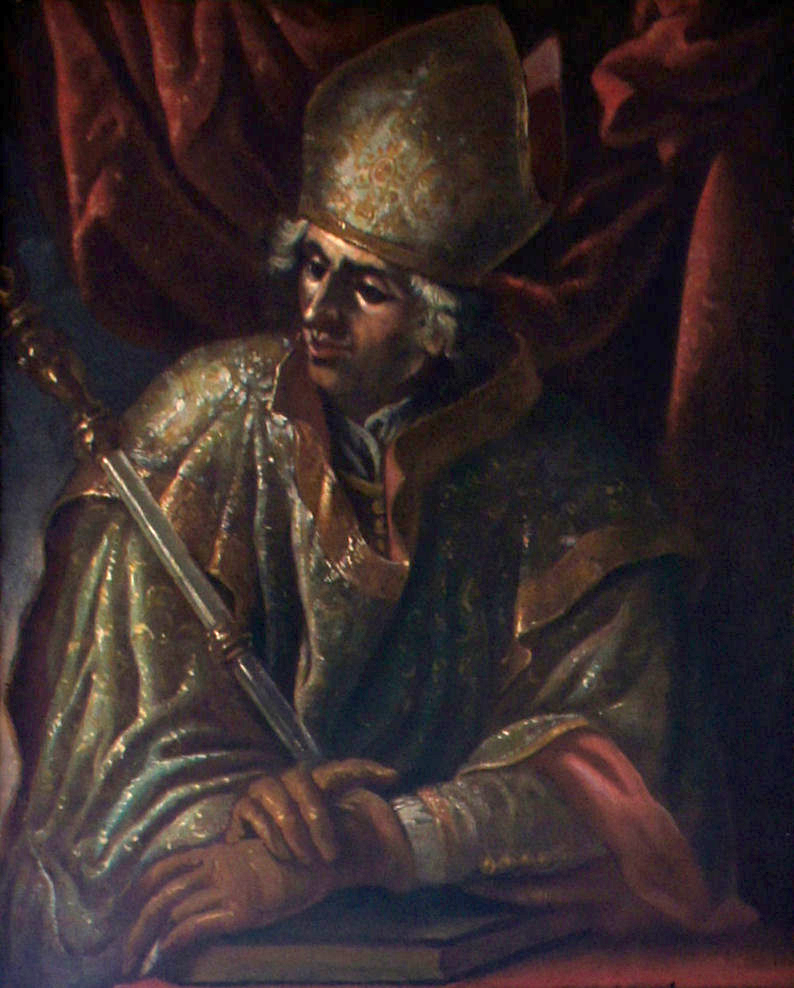
Nicodemo della Scala

Nicodemo della Scala (1390 circa – Vienna, 13 agosto 1443) è stato un vescovo cattolico tedesco.

## Biografia
Dopo che gli Scaligeri persero il potere a Verona, Guglielmo della Scala emigrò in Baviera e fondò la linea tedesca, detta anche Von der Leiter. Da questo ramo nasce Nicodemo, che visse da suddiacono a Landshut.
Dopo la morte improvvisa del Vescovo di Frisinga Hermann von Cilli, avvenuta il 13 dicembre 1421, vi furono tre candidati per il trono episcopale. A Frisinga il capitolo della cattedrale, nel gennaio 1422, scelse Johannes Grünwalder di Wittelsbach, figlio bastardo del duca Giovanni II di Baviera. Il duca Alberto II d'Asburgo intercedette con il papa per Albrecht von Pott. Papa Martino V, tuttavia, decise il 29 marzo 1422 per il duca Heinrich XVI, che sosteneva Nicodemo della Scala. Ma il capitolo della cattedrale e il duca Giovanni II insistettero su Johannes Grünwalder. Fino all'autunno del 1422 si venne a una mediazione dell'arcivescovo di Salisburgo: Grünwalder rinunciò al trono episcopale, in cambio della carica di Vicario Generale permanente cui corrispondeva un cospicuo emolumento annuale, e Nicodemo il 7 dicembre 1423 fu vescovo di Frisinga.
Durante il suo mandato, Nicodemo conferì alla Cattedrale di Frisinga numerose opere d'arte. Fece costruire un nuovo altare maggiore da Jakob Kaschauer. Nel settembre 1440 donò alla cattedrale un'icona bizantina della Vergine dal XII secolo, la cosiddetta "immagine Freising Lukas" (ora al Museo Diocesano di Fisinga). Per la diocesi fu impegnato numerose aree, come la contea Werdenfels.
Nicodemo della Scala morì a Vienna il 13 agosto 1443. Fu sepolto nella chiesa agostiniana, ma la tomba non esiste più.